# Meland

Lage von Meland in Hordaland

Meland war eine norwegische Kommune auf der Insel Holsnøy. Sie lag im Fylke Hordaland (2020 Teil von Vestland geworden), etwa 20 Kilometer nördlich von Bergen. Sie umfasste die Hauptinsel Holsnøy als auch die kleinere Insel Flatøy sowie eine Anzahl kleinerer Inseln. Das administrative Zentrum lag in Frekhaug. Im Zuge der Kommunalreform in Norwegen wurden Meland, Lindås und Radøy zum 1. Januar 2020 zur neuen Gemeinde Alver zusammengelegt.

## Geographie
Auf einer Fläche von 91 km² lebten 8.187 Einwohner (Stand: 1. Januar 2019). Die Kommunennummer war 1256. Letzter Bürgermeister war Solbjørg Åmdal Sandvik (H).
Sowohl Holsnøy als auch Flatøy werden im Süden durch den Masfjord begrenzt. Im Osten und Norden trennen sie Mangersfjord als auch Radøyfjord zu den ehemaligen Nachbarkommunen Lindås und Radøy. Im Westen liegt der Herdlefjord zwischen der Nachbargemeinde Askøy und der Insel Holsnøy.
Die Kommune Meland wurde vor allem durch ihr hügelig-bergiges Innenland gekennzeichnet, das zumeist aus Sumpf- und Waldgebieten besteht. In der Mitte der Insel Holsnøy liegt der Storavatnet, der größte See der Insel. Direkt im Norden schließt der Eldsfjell, mit 324 Metern der größte Berg der Insel, an.

## Wappen

Wappen von Meland

Das Wappen von Meland zeigt einen silbernen Bohrer auf rotem Grund als Symbol der langen Tradition bei der Herstellung von Holzbohrern ("navar").

## Geschichte
Meland wurde 1923 eine eigene Kommune. Ein Teil von Holsnøy und kleinere Teile der Insel  Askøy bekamen den Namen Meland Kommune. Der Name Meland leitet sich dabei von der gleichnamigen Kirchengemeinde, dessen Kirche im Dorf Meland im Inneren der Insel Holsnøy steht, ab. Bei der Kommunalreform 1964 übernahm Meland Flatøy von der alten Hamre Kommune und Gebiete im Norden von Holsnøy von der alten Herdla Kommune. Die Insel Askøy wurde an die Askøy Kommune abgegeben.

## Verkehr
Von Bergen kommend fuhr man über die 1994 errichtete, 1614 Meter lange Nordhordlandsbrua in die Kommune. Über die Brücke lag die Kommune direkt an der Europastraße 39, eine der wichtigsten Nord-Süd-Verbindungen Norwegens.

## Persönlichkeiten
- Kjell Johnsen (1921–2007), Physiker
- Lise Klaveness (* 1981), Fußballspielerin und -funktionärin
- Kevin Vågenes (* 1986), Comedian und Schauspieler